# Girl
A Girl az angol rockegyüttes, a The Beatles dala az 1965-ös Rubber Soul albumról. John Lennon írta, és Lennon–McCartney szerzeményként jelölték meg. A Girl volt az utolsó teljes dal, amelyet az
albumhoz rögzítettek. A Girl a Beatles korábbi szerelmes dalai közül az egyik legmelankolikusabb és legösszetettebb.

## A dal szerkezete
A dal hangszerelése sajátos hasonlóságot mutat a görög zenével, mint például az And I Love Her és a Michelle esetében. Ami a dal szövegének inspirációját illeti, Lennon kijelentette, hogy a Girl egy olyan női archetípus, akit sokáig keresett, és végül megtalálta Yoko Ono-ban. Azt mondta: "A "Girl" egy valóságos személy. Nincs olyan, hogy a lány, egy álom volt, de a szavak rendben vannak. Nem csak egy dal volt, hanem arról a lányról, ami kiderült legyen Yoko a végén – akit sokan keresünk." A Rolling Stone magazinnak adott interjújában 1980-ban Lennon azt mondta a Woman című daláról: "Egy Beatles-számra emlékeztet, de nem próbáltam megszólaltatni. Ugyanúgy csináltam, mint a Girl-t. Ez a "Girl" felnőtt verziója."
McCartney azt állította, hogy ő járult hozzá a következő sorokhoz: "Was she told when she was young that pain would lead to pleasure" és "That a man must break his back to earn his day of leisure."  sorokhoz. A Rolling Stone-nak adott 1970-es interjúban azonban Lennon kifejtette, hogy ezeket a sorokat a kereszténységhez fűzött megjegyzésként írta, amelyet "akkoriban ellenzett". Lennon azt mondta: „Én csak a kereszténységről beszéltem, abban – olyan dologban, mint amilyen a mennyország eléréséhez meg kell kínozni… – kínozni kell, és akkor minden rendben lesz, ami egy kicsit igaznak tűnik, de nem az ő életükben. De én ebben nem hittem, hogy meg kell kínozni, hogy bármit is elérj, csak úgy megesik, hogy az voltál."

## Rögzítése
A szerző, Ian MacDonald a Girl-t a következőképpen írja le: "A Girl Lennon válasza McCartney Michelle-jére: ez is Euro-dal, de a szerzőtárs kifinomult álfranciasága helyett itt Míkisz Theodorákisz Zorba, a görög című filmzenéjébe oltott, dekadens német two-step jelenik meg." Lennon és George Harrison előadásában az akusztikus gitárok a számon capóval szólaltak meg, ami extra fényt kölcsönzött a hangzásuknak. Walter Everett zenetudós megjegyzi, hogy Harrison egyik gitárszólamában a capo olyan magasan van elhelyezve a nyakban, és olyan módon játssza, hogy "orr-, szitárszerű buzuki hangzást kelt".
Lennon énekhangját eleinte felülszinkronizálták, és egy Beatles-dalban korábban nem hallott jellegzetesség szerepelt benne. McCartney leírásában: "A fő emlékem az, hogy John hallani akarta a légzést, azt akarta, hogy nagyon intim legyen, ezért George Martin speciális kompresszort helyezett a hangra, majd John szinkronizálta. … Emlékszem, John azt mondta a mérnöknek (Norman Smith-nek), amikor a „Girl-t” csináltuk, amikor beszívja a levegőt, hallani akarja." A Beatles kérésére a mérnök több magas hangot adott az énekhanghoz, ami Everett leírása szerint megegyezik a Ringo Starr által játszott szálcsiszolt cintányér hangjával és hangszínével. A dal középső nyolc részében McCartney és Harrison ismételten énekli a "cici" szót vokális harmóniaként. McCartney kijelentette, hogy az énekhangosítás ezen részét a The Beach Boys befolyásolta. Így emlékezett vissza: "A Beach Boysnak volt egy dala, ahol a "la la la"-t adták, mi pedig szerettük ennek az ártatlanságát, és szerettük volna lemásolni, de nem ugyanazt a kifejezést használtuk."

## Törölt 1977-es kislemez megjelenése
1966 elején a Girl-t több európai országban a Michelle B-oldalaként adták ki, és Finnországban az első helyet érte el. Olaszországban a Nowhere Man kislemez A-oldalaként is megjelent, amely a hetedik helyet érte el az ország Musica e Dischi kislemezlistáján.
1977 novemberében a Capitol Records beütemezte a Girl egyesült államokbeli kiadását, a You're Going to Lose That Girl dallal osztozva egy kislemezként (Capitol 4506 iktatószám alatt) a Love Songs címet viselő Beatles válogatásalbum reklámozásaként, amelyen mindkét dal szerepelt. A kislemezt azonban a kiadás előtt törölték. Promóciós példányokat adtak csak ki belőle, amelyeknek mindkét oldalán a „Girl” felirat szerepelt – az egyik sztereó, a másik monó borítóval együtt. (Ennek a promóciós kislemeznek az összes példányát fekete bakelitre nyomták.)

## Közreműködött
Ian MacDonald szerint, kivéve ahol említve van:
- John Lennon – ének, akusztikus gitár
- Paul McCartney – vokál, basszusgitár
- George Harrison – vokál, szólógitár, 12 húros gitár[11]
- Ringo Starr – dob

## Feldolgozások
- Jim Sturgess énekelte az Across the Universe – Csak a szerelem kell című musicalfilmben.
- Tiny Tim énekelte a Brave Combo-val együtt az 1996-os Girl című utolsó albumán.[15]

## Fordítás
Ez a szócikk részben vagy egészben  a   Girl (Beatles song) című angol Wikipédia-szócikk fordításán alapul.  Az eredeti cikk szerkesztőit annak laptörténete sorolja fel. Ez a jelzés csupán a megfogalmazás eredetét és a szerzői jogokat jelzi, nem szolgál a cikkben szereplő információk forrásmegjelöléseként.

### Angol nyelvű
- Cott, Jonathan: Rolling Stone Interview with John Lennon. Rolling Stone, 1980. december 5. Hozzáférés dátuma: 2023. július 4.
- Miles, Barry: Paul McCartney: Many Years From Now. New York: Henry Holt & Company, 1997. ISBN 0-8050-5249-6
- Sheff, David: All We Are Saying: The Last Major Interview with John Lennon and Yoko Ono. New York: St. Martin's Press, 2000. ISBN 0-312-25464-4
- Everett, Walter: The Beatles as Musicians: The Quarry Men through Rubber Soul. New York, NY: Oxford University Press, 2001. ISBN 0-19-514105-9

### Magyar nyelvű
- Bánosi György – Tihanyi Ernő: Beatles zenei kalauz. Az együttzenélés és a szólóévek. 1958–1999. Budapest: Anno Kiadó, 1999. ISBN 963-853-895-3
- Ian Macdonald: A fejek forradalma. A Beatles és a hatvanas évek. (ford. Révbíró Tibor) Budapest: Helikon Kiadó, 2015. ISBN 978-963-227-468-3
- Marsi József: Beatles Kódex – A Beatles együttes teljes életművének enciklopédiája, (bővített kiadás) Könyvműhely, Budapest, 2022. ISBN 978-615-01-5036-9

## Külső hivatkozások
Allan W. Pollack megjegyzései a Girl dalhoz
The Beatles Bible: Girl
The Beatles - Girl a Youtube-on